# Hokes Bluff
Hokes Bluff es una ciudad ubicada en el condado de Etowah en el estado estadounidense de Alabama. En el censo de 2000, su población era de 4149.

## Demografía
En el 2000 la renta per cápita promedia del hogar era de $37,923, y el ingreso promedio para una familia era de $42,534. El ingreso per cápita para la localidad era de $17,476. Los hombres tenían un ingreso per cápita de $32,444 contra $26,513 para las mujeres.

## Geografía
Hokes Bluff se encuentra ubicada en las coordenadas 33°59′36″N 85°51′54″O / 33.99333, -85.86500 (33.993449, -85.865118).
Según la Oficina del Censo de los EE. UU., la ciudad tiene un área total de 11.83 millas cuadradas (30.65 km²).